# 정건우
정건우는 강원도 양구군 출생의 대한민국의 시인이다. 서울디지털대학교 문예창작학부를 졸업했다. 2004년 격월간지 좋은문학의 시 부문 신인상을 받으면서 등단했다. 현재 한국문인협회 시분과, 한국현대시인협회 회원이다.

## 저서
- 시집, 생각하며(현대기획, 2005)
- 추억으로 가는 편지(공저, 시바다 동인지, 좋은문학, 2004)
- 물빛어린 산 너울(공저, 해바라기 동인지, 좋은문학, 2005)
- 우표없는 편지(공저, 해바라기 동인지,좋은문학, 2006)
- 수직의 거리 (공저, 시천 동인시집, 좋은문학, 2007)
- 시집, 날것 (문학의 전당, 2009)
- 시집, 직선 (천년의 시작, 2024)